# Ватония (река)
 Тази статия е за реката.  За планината вижте Ватония (планина).  
Ватония (на гръцки: Βατόνια, Ολύνθιος) е река в Егейска Македония, Гърция, част от водосборния басейн на Бяло море. Ватония е една от най-важните реки на Халкидическия полуостров.

## Описание
Реката извира в халкидическата планина Холомонда и първоначално тече най-общо в западна посока. При връх Загорити завива на югозапад. След приемането на големия си десен приток Транос Лакос завива на юг и навлиза в Холомонда в дълбок и тесен пролом със стръмни склонове и малки водопади. По на юг котловината се разширява. Речното корито е тясно до пътя Симандра – Полигирос. Излиза от планината северно от Олинтос, минава между руините на античния град Олинт и новото селище Олинтос и образува меандри. Влива се в Торонийския залив на Бяло море източно от Агиос Мамас. Реката създава голямата блатиста зона, която започва от Потидея и завършва при Каливес Полигиру.
Водосборният басейн на реката е 226 km2, а дължината ѝ е 36,64 km.

## Водосборен басейн
→ ляв приток, ← десен приток
- → Велидия (Бакраци)
- ← Транос Лакос (Буковика)

- ← Мицара
- ← Паспалица
- ← Гаврия

- ← Буртоларис Лакос
- → Кипролакос
- ← Дап Лакос
- → Сари

## Имена
Новото гръцко име Олинтиос (Ολύνθιος), в превод Олинтийски, се дължи на факта, че реката минава покрай античния Олинт. Традиционното име преди XX век е Ватония – име, което носи средновековно селище, което вече е било изоставено в края на X век, а днес е запазено като топоним между селата Палеокастро (Каяджик) и Агиос Продромос (Решетник). На това място се намира параклисът „Благовещение Богородично“. На стари карти реката се нарича и Ποταμός του Πολυγύρου, тоест Полигироска река. Реката, която обикновено има вода през цялата година, е една от реките на Халкидики, където се събира наносно злато. От тази дейност, която изглежда е продължила до XVI век могат да се видят големи каменни купчини, така наречените „аграмидес“, по дължината на коритото. В Античността реката се е наричала Санданос (Σάνδανος). В началото на XX век реката се нарича и Рецетникиотис (Ρετσετνικιώτης), тоест Решетнишка река.